# Pantographa
Pantographa là một chi bướm đêm thuộc họ Crambidae.

## Các loài
- Pantographa acoetesalis (Walker, 1859)
- Pantographa expansalis (Lederer, 1863)
- Pantographa gorgonalis Druce, 1895
- Pantographa idmonalis Druce, 1895
- Pantographa limata Grote & Robinson, 1867
- Pantographa prorogata (Hampson, 1912)
- Pantographa scripturalis (Guenée, 1854)
- Pantographa serratilinealis (Lederer, 1863)
- Pantographa suffusalis Druce, 1895